# Ivan Ratkaj
Ivan Ratkaj Velikotaborski (Ptuj, Slovenija, 22. svibnja 1647. – Jesus Carichic, Meksiko, 26. prosinca 1683.), hrvatski katolički svećenik, isusovac, misionar u Meksiku, kartograf.

## Životopis
Potječe iz poznate hrvatske plemićke obitelji Ratkaj. Kao mladić bio je paž na dvoru cara Leopolda I. u Beču, a 1664. pristupio je isusovačkom redu. Godine 1680. došao je kao misionar u Meksiko, u pokrajinu Tarahumari (Chihuahua). Napisao je tri izvješća o putovanjima u misije, kraju, životu, naravi i običajima starosjedilaca. To su najstariji opisi tih krajeva, s mnoštvom pojedinosti. Uz treći putopis priložio je kartu pokrajine Tarahumare s označenim geografskim širinama i dužinama, označenim stranama svijeta, ucrtanim misijskim postajama i španjolskim utvrdama, obitavalištima pokrajinskih indijanskih plemena te površno prikazanim rijekama i planinama. To je ujedno i jedan od prvih kartografskih radova hrvatskih autora, te najstarija karta te meksičke pokrajine. Karta pokrajine Tarahumare izrađena je 1683. kao crtež na papiru. Izvornik se čuva u središnjem isusovačkom arhivu u Rimu, a umanjenu kopiju objavio je E. J. Burrus u La obra cartográfica de la Provincia Mexicana de la Compañía de Jesús, 1567-1967, Madrid 1967., P. II. carta Nr. 16.

## Djela
- Karta pokrajine Tarahumare, 43,5×31,5 cm. 1683.

## Vanjske poveznice
- Znanost i Hrvati Kartografija i putopisi
- Tv kalendar: Isusovac Ivan Ratkaj prvi hrvatski misionar u Americi

Ovaj tekst je objavljen s dopuštenjem autora knjige  u skolpu nastave na Geodetskom fakultetu